# ジェットダーク
ジェットダーク（Jet Dark）は南アフリカ共和国で生産・調教された競走馬・種牡馬。
主な勝ち鞍に2021年・2022年クイーンズプレート、2021年・2022年チャンピオンズカップ、2023年ケープタウンメット。
エクウス賞最優秀マイラー、エクウス賞最優秀中距離馬を受賞した。